# Каракемерский сельский округ
Каракеме́рский се́льский окру́г (каз. Қаракемер ауылдық округі) — административная единица в составе Жамбылского района Жамбылской области Казахстана.
Административный центр — село Каракемер.

## История
В 1989 году существовал как Каракемерский сельсовет в составе двух населённых пунктов: сёла Каракемер (административный центр) и Сенгирбай.
В периоде 1991—1998 годов:
- Каракемерский сельсовет был преобразован в сельский округ согласно реформам административно-территориального устройства Республики Казахстан;
- в состав Каракемерского сельского округа было передано село Ильич из состава Асинского сельского округа;
- село Ильич было переименовано в село Кумтиы́н.

## Население
| Численность населения | Численность населения | Численность населения |
| 1989                  | 1999                  | 2009                  |
| --------------------- | --------------------- | --------------------- |
| 2023                  | ↗2369                 | ↗2404                 |

## Состав
| № | Населённый пункт | Тип населённого пункта       | Население, 1989 | Население, 1999 | Население, 2009 |
| - | ---------------- | ---------------------------- | --------------- | --------------- | --------------- |
| 1 | Каракемер        | село, административный центр | 1 933           | ↘1 468          | ↗1 540          |
| 2 | Кумтиын          | село                         | 799             | ↘617            | ↗738            |
| 3 | Сенгирбай        | село                         | 90              | ↗284            | ↘126            |